# 社会的養護
社会的養護（しゃかいてきようご）とは、保護者のない児童や、保護者に監護させることが適当でない児童を、公的責任で社会的に養育し、保護するとともに、養育に大きな困難を抱える家庭への支援を行うこと。

## 概要
社会的養護は、「子どもの最善の利益のために」と「社会全体で子どもを育む」を理念として行われている。
対象児童は、平成28年1月現在で約4万6千人。社会的養護の充実については、これまで、平成9年の児童福祉法改正、平成12年の児童虐待防止法の制定、平成16年の児童福祉法及び児童虐待防止法の改正、平成20年の児童福祉法改正及び児童虐待防止法改正、本年の民法及び児童福祉法改正などの法律改正や、逐次の予算の充実を経て、取り組みの充実が図られてきた。
・社会的養護は、次の三つの機能を持つ。
1. 「養育機能」は、家庭での適切な養育を受けられない子どもを養育する機能であり、社会的養護を必要とするすべての子どもに保障されるべきもの。
2. 「心理的ケア等の機能」は、虐待等の様々な背景の下で、適切な養育が受けられなかったこと等により生じる発達のゆがみや心の傷(心の成長の阻害と心理的不調等)を癒し、回復させ、適切な発達を図る機能。
3. 「地域支援等の機能」は、親子関係の再構築等の家庭環境の調整、地域における子どもの養育と保護者への支援、自立支援、施設退所後の相談支援（アフターケア）などの機能[3]。

里親や児童養護施設といった社会的養護の対象者には、進学者には家賃、生活費を月額５万円貸与があり5年間働けば返還が免除される事業が、国から県が補助を受けて始まっている。
社会的養護において、子どもに対して適切な心理的ケアと療育的関わりができる専門性やスキルが求められており、そのような専門性やスキルを育むための様々なプログラムが開発されている。

## 家庭的養護

### 里親
日本における里親制度は、養育里親、専門里親、養子縁組を希望する里親、親族里親に大別される。
里親は、要保護児童（保護者のない児童又は保護者に監護させることが不適当であると認められる児童）の養育を委託する制度であり、その推進を図るため、次のような変遷をたどった。
平成14年度に親族里親、専門里親を創設、平成20年の児童福祉法改正で、「養育里親」を「養子縁組を希望する里親」等と法律上区分、平成21年度から、養育里親と専門里親について、里親研修の充実を図った。
2010年前後の国際比較では、制度の違いがあるが、里親委託率の上位ではオーストラリア93.5%、アメリカ77%、イギリス71.7%で、低率なイタリアでの49.5%に対し、日本では12%となっている。日本の社会的養護は、施設が9割で里親は1割であり、欧米諸国と比べて、施設養護に偏っている。
里親へは、次の手当が支給される。月額で養育里親72，000円（2人目以降36,000円加算）専門里親123，000円（2人目以降87,000円加算）となっている。一般生活費乳児56,830円、乳児以外49,290円（食費、被服費等。1人月額）（平成27年度）その他（幼稚園費、教育費、入進学支度金、就職、大学進学等支度費、医療費等）となっている）。
「いまは引き取れないが、いつでも会いに行けるように、まだ施設で預かっていてほしい」「自分で育てるのは無理だが、手放すのは嫌だ」などの親の意向から、里親や養子縁組が進まないことがある。一方で、「4年も一緒にいたのに、突然連れて行かれて会えなくなってしまった。荷物も置きっぱなしで、さよならも言えなかった」と急な措置解除を不服として、里親が訴訟に至る行政と里親間のトラブルもある。里子だった側からは、「どのような養護を望むか、子どもにも選択肢を与えてほしい」「里親は事前に里子の情報を聞いていても、里子には情報がほとんどない」などの声や、措置解除で他の里親に委託されたことに傷ついた経験を語るものもいる。マニュアルの運転免許を取得するためにアルバイトに明け暮れた男性は、「学校を犠牲にしないでも、社会に出るために必要な資格を取るなどの支援があればいいと思います」と語っている。なお、埼玉県では養護施設退所後に就職で免許が必要な人（平成28年3月卒業見込み者から対象）に費用として、18万5000円の補助を開始。国、県の補助に県指定自動車教習所協会の支援が加われば、自己負担なく運転免許を取得することもできる事業が始まる。
- 平成25年の厚生労働省「児童養護施設入所児童等調査」によると、里親委託児童数は4,534人（前回3,611人）、児童養護施設入所児童数は29,979人（同31,593人）であり、このうち虐待を受けた経験のある児童の割合はそれぞれ31.1％（同31.5％）、59.5％（同53.4％）だった。今後の見通しでは、「保護者のもとへ復帰」見通しの児童は里親委託児約1割、養護施設児約3割となっている。また調査日（平成25 年2 月1 日）現在で、現に委託されている里親家庭の総数は3,481 世帯となっており、前回調査の2,626 世帯より855 世帯（32.6％）増加している。里親申込みの動機別をみると「児童福祉への理解から」が43.5％（前回37.1％）、「子どもを育てたいから」が30.7％（前回31.4％）、「養子を得たいため」が12.5％（前回21.8％）となっている。前回調査と比較すると、「養子を得たいため」の割合が下がり、「児童福祉への理解から」の割合が上がっている[14]。
- 上記調査によると養護問題発生理由の主なものは、里親委託児の場合には「養育拒否」16.5％（前回16.0％）、「父又は母の死亡」11.4％（前回6.6％）であり、養護施設児の場合には「父又は母の虐待・酷使」18.1％（前回14.4％）、「父又は母の放任・怠だ」14.7％（前回13.8％）、乳児院の場合には「父又は母の精神疾患等」22.2％（前回19.1％）、「父又は母の放任・怠だ」11.1％（前回8.8％）となっている[14]。
- 里親等委託率には自治体間で大きな差があり、全国：16.5％,最小：6.1％ （秋田県）最大：41.4％ （新潟県）。新潟県など、里親委託率が3割を超えている県もあり、過去10年間で、福岡市が6.9％から32.4％へ増加するなど、大幅に伸ばした県・市もある。これらの自治体では、児童相談所への専任の里親担当職員の設置、里親支援機関の充実、体験発表会、市町村と連携した広報、NPOや市民活動を通じた口コミなど、様々な努力をしている[15]。
- 昭和30年には登録里親数が16,200人、委託里親数が8283人、委託児童数が9111人だったのに対して、平成25年には登録里親数が9441人、委託里親数が3560人、委託児童数が4636人となっている[16]。
- 里親制度の普及啓発や調査研究を行っている公益財団法人「全国里親会」（東京都港区）が、2012年度以降の決算書を適正に作成していないとして、内閣府が修正を求めていることが分かった。監査報告書の一部では担当した税理士の署名が別人の筆跡とみられるケースもあり、内閣府は決算書作成の経緯を調べる方針と報道されている。全国里親会は1971年3月の設立で、2011年12月に公益法人に認定された。各地の里親らが入会する都道府県・政令指定都市単位の地方里親会の代表者らが役員を務め、運営費は地方里親会などからの会費や民間団体からの助成金などで賄われている。2015年度の収入総額は予算ベースで約8600万円となっている[17]。
- 平成22年8月、杉並区内の養育家庭に委託していた児童が死亡し翌年、当該養育家庭の里母が、傷害致死容疑で逮捕される事件[18]を始め、里親からの傷害[19][20][21][22]、施設入所児童ホームステイ事業（以下「ホームステイ事業」という。）で里親宅に滞在していた際の里父からの性被害[23]といった事件が起こっている。
- 日本では諸外国に比較し委託期間が長いケースが多く、3分の1が5年以上である。その背景には、実親への支援が不十分であると指摘されている。また、里親の一方的な都合で児童を児童相談所に返却する「里親不調」も4分の1の確率で発生している。そのため、児童相談所は、里親委託は慎重になる傾向がみられる[24]。
- 2016年改正児童福祉法は、親と一緒に暮らせない子は、乳児院や児童養護施設に預けられることが大半だったが、これからは里親などへの委託を優先する。とくに就学前の場合は原則として「家庭養育」にすると明記された[25]。
- 里親としての実体験を描いたノンフィクションに「うちの子になりなよ (ある漫画家の里親入門) 」漫画家・古泉智浩　作[26]がある。

### ファミリーホーム
ファミリーホーム（小規模住居型児童養育事業）は、平成21年度に創設された制度で、家庭的養護を促進するため、保護者のない児童又は保護者に監護させることが適当でない児童に対し、養育者の住居（ファミリーホーム）において、児童の養育を行うものをしている。ファミリーホームは、家庭養護の一類型として、養育者の住居に子どもを迎え入れ、児童の養育を行う制度である。「社会的養護の課題と将来像」では、ファミリーホームの今後の課題として、①大幅な整備促進、②専門性の向上と支援体制の構築 という2つのことが挙げられている地域小規模児童養護施設（グループホーム）は、１ホームの児童定員6人で、本体施設を離れて、普通の民間住宅等を活用して運営するもので、同様に家庭的な形態である。なお、措置費の仕組みとして、小規模グループケアはグループホーム形態の場合でも本体施設と一体の保護単価となるのに対し、地域小規模児童養護施設では区分して設定される。
ファミリーホームは、１ホームの児童定員5-6人で、養育者の住居で行う里親型のグループホームである。交代勤務である地域小規模児童養護施設と異なり、養育者が固定していることから、子どもにとって、さらに家庭的な環境である。

## 社会的養護の施設
社会的養護の施設には、乳児院、児童養護施設、情緒障害児短期治療施設、児童自立支援施設、母子生活支援施設、自立援助ホームがある。
- 費用の観点から、施設養育中心主義からの移行は説得的である(原文ママ)とする主張もあり、たとえば0歳から18歳まで大都市の乳児院および児童養護施設で育つならば、1 人8,373 万2,000 円の経費がかかり、里親宅で生活するならば3,200万円から3,800万円で済むとの試算がある[28]。
- 施設別の社会的養護の費用比較では、東京都では2015年現在、次のとおりとなっている[注釈 1][29]。

- 民間（＝社福）児童養護施設（社会的養護の必要な児童を養育する施設）

予算額　111億313万円、予算規模　2,803人、児童一人当たりの予算額　396万1千円（民間グループホームの一部経費を含む。予算規模には、民間グループホームを含む。）
- 民間（＝社福）グループホーム（地域の中で家庭的な雰囲気の下、６人程度の児童を養育する小規模施設）

予算額　22億4千338万3千円、予算規模　　852人、児童一人当たりの予算額　263万3千円（民間児童養護施設に含まれるものは除く。）
- 乳児院（社会的養護の必要な乳幼児を養育する施設）

予算額　34億5千609万7千円、予算規模　507人、児童一人当たりの予算額　681万7千円
- ファミリーホーム（養育者の自宅で5~6人の児童を養育する事業）

予算額　3億5千53万1千円、予算規模　123人、児童一人当たりの予算額　285万円
- 養育家庭等（所謂里親・児童を養育する家庭）

予算額　7億6千3百万9千円、予算規模　419人、児童一人当たりの予算額　182万1千円

### 乳児院
乳児院は、保護者の養育を受けられない乳幼児を養育する施設です。乳幼児の基本的な養育機能に加え、被虐待児・病児・障害児などに対応できる専門的養育機能を持つ。乳児院の在所期間は、半数が短期で、1か月未満が26％、6か月未満を含めると48％となっている。短期の利用は、子育て支援の役割であり、長期の在所では、乳幼児の養育のみならず、保護者支援、退所後のアフターケアを含む親子再統合支援の役割が重要となる。児童相談所の一時保護所は、乳児への対応ができない場合が多いことから、乳児については乳児院が児童相談所から一時保護委託を受け、アセスメントを含め、実質的に一時保護機能を担っている。また、乳児院は、地域の育児相談や、ショートステイ等の子育て支援機能を持っている。乳児院の保護者支援は、家族との養育の協働であるが、父母の精神疾患等が主な入所理由である子どもが平成4年8.7％から平成20年19.1％に増加するなど、かかわりが難しい保護者が増加しており、対応が難しくなっている。
・また、社会的養護においては、里親委託を優先して検討すべきであり、乳児院に措置された場合でも、早期の家庭復帰が見込めない場合などは、不必要に施設入所の長期化や児童養護施設への措置変更にならぬよう、個々の子どもと家族の状態などを検討し、里親委託を進めるべきであり、里親支援機能の充実が必要不可欠とされる。

措置される乳幼児は母の病気で3分の１の理由を占め、次に未婚の母あるいは婚外出産であり、両方で全ケースの17％を占める。1995年の子供白書によると1990年代半ばには、東京のような大都市で、親の一方か両方が外国人である乳幼児の措置が増加した
。

### 児童養護施設
児童養護施設は、保護者のない児童や保護者に監護させることが適当でない児童に対し、安定した生活環境を整えるとともに、生活指導、学習指導、家庭環境の調整等を行いつつ養育を行い、児童の心身の健やかな成長とその自立を支援する機能をもつ。児童養護施設では、虐待を受けた子どもは53.4％、何らかの障害を持つ子どもが23.4％と増えていて、専門的なケアの必要性が増している。また、入所児童の平均在籍期間は4.6年だが、10年以上の在籍期間の児童が10.9％となっている。社会的養護が必要な子どもを、できる限り家庭的な環境で、安定した人間関係の下で育てることができるよう、施設のケア単位の小規模化(小規模グループケア)やグループホーム化などを推進している。

### 児童心理治療施設（旧情緒障害児短期治療施設）
児童心理治療施設（旧情緒障害児短期治療施設（情短施設））は、心理的・精神的問題を抱え日常生活の多岐にわたり支障をきたしている子どもたちに、医療的な観点から生活支援を基盤とした心理治療を行う。施設内の分級など学校教育との緊密な連携を図りながら、総合的な治療・支援を行う。また併せて、その子どもの家族への支援を行う。比較的短期間（現在の平均在園期間2年4ヶ月）で治療し、家庭復帰や、里親・児童養護施設での養育につなぐ役割をもつ。また、通所部門を持ち、在宅通所での心理治療等の機能を持つ施設もある。入所児は、被虐待児が75％を占め、広汎性発達障害の子どもが26％、軽度・中度の知的な課題を有する子どもが12.8％、児童精神科を受診している子どもが40％、薬物治療を行っている子どもが35％となっている。情短施設では、児童精神科等の医師に常時連絡がつき対応できる体制があり、また、心理療法担当職員の配置が厚く、アセスメント、コンサルテーション、心理療法やカウンセリングを行う。仲間作りや集団生活が苦手で、様々な場面で主体的になれない子どもに、施設内での生活や遊び、行事を通じて、主体性を取り戻す手助けを行う。学校教育は、施設内の分教室や分校を持つ場合がほとんどだが、近隣の学校の普通学級、特別支援学級に通う場合もある。

### 児童自立支援施設
子どもの行動上の問題、特に非行問題を中心に対応する児童自立支援施設は、平成9年の児童福祉法改正により、「教護院」から名称を変更し、「家庭環境その他の環境上の理由により生活指導等を要する児童」も対象に加えた。通所、家庭環境の調整、地域支援、アフターケアなどの機能充実を図りつつ、非行ケースへの対応はもとより、他の施設では対応が難しくなったケースの受け皿としての役割を果たしている。児童自立支援施設は、職員である実夫婦とその家族が小舎に住み込み、家庭的な生活の中で入所児童に一貫性・継続性のある支援を行うという伝統的な小舎夫婦制や、小舎交代制という支援形態で展開してきた施設であり、小規模による家庭的なケアを一世紀以上にわたって実践してきた。また、専門性を有する職員を配置し、「枠のある生活」を基盤とする中で、子どもの健全で自主的な生活を志向しながら、規則の押しつけではなく、家庭的・福祉的なアプローチによって、個々の子どもの育ちなおしや立ち直り、社会的自立に向けた支援を実施している。

### 母子生活支援施設
母子生活支援施設は、従来は、生活に困窮する母子家庭に住む場所を提供する施設であり、「母子寮」の名称だったが、平成9年の児童福祉法改正で、施設の目的に「入所者の自立の促進のためにその生活を支援すること」を追加し、名称も変更された。近年では、DV被害者（入所理由が夫等の暴力）が入所者の54％を占め、虐待を受けた児童が入所児童の41％を占めている。また、精神障害や知的障害のある母や、発達障害など障害のある子どもも増加している。「母子が一緒に生活しつつ、共に支援を受けることができる唯一の児童福祉施設」という特性を活かし、保護と自立支援の機能の充実が求められているとされる。
入所家庭の70.3％が就労しているが、一般母子世帯と比較しても平均所得は大きく下回っている。また全世帯入所者の6.8％が外国籍となって増加している。
入所世帯のうち、身体障害、知的障害、精神障害などがある方（お母さん）の割合は23.5％、またお母さんが外国人である割合は10.0％となっていて、近年増加している。
各世帯に調理の設備や浴室、トイレのある母子室などが用意され、学習部屋や静養室、医務室なども設けられており、近くに保育所（保育園）などがない場合は保育所（保育園）に準ずる施設も併設される。このような環境のもとで、就労や保育、健康管理、将来の生活設計について相談・援助を行うほか、児童に対して学習や遊びについての指導も行い、心身の健全な育成と経済的、精神的な自立を図る。なお、児童が18歳（必要があると認められる場合は20歳）になると退所しなければならない。施設数は272か所（2013年10月現在)。

### 自立援助ホーム
自立援助ホーム（児童自立生活援助事業）は、義務教育を終了した20歳未満の児童であって、児童養護施設等を退所したもの又はその他の都道府県知事が必要と認めたものに対し、これらの者が共同生活を営む住居（自立援助ホーム）において、相談その他の日常生活上の援助、生活指導、就業の支援等を行うものある。